# 東姫宮
東姫宮（ひがしひめみや）は、埼玉県南埼玉郡宮代町の町名。現行行政地名は東姫宮一丁目から二丁目。住居表示実施地区。郵便番号は345-0813。

## 地理
埼玉県の東部地域で、宮代町の南端に位置し、宮代町の東、姫宮、川端と隣接する。また、南側を隼人堀川を挟んで春日部市の内牧および梅田と隣接する。地内は姫宮駅前の区画整理された住宅地となっている。

### 地価
住宅地の地価は、2024年（令和6年）1月1日の公示地価によれば、東姫宮二丁目10番33号の地点で6万800円/m2となっている。

## 歴史
- 1987年（昭和62年）8月1日 - 住居表示が実施され、字東の一部から東姫宮一丁目・二丁目が成立[6]。

## 世帯数と人口
2020年（令和2年）10月時点での世帯数と人口は以下の通りである。
| 丁目         | 世帯数  | 人口    |
| ------------ | ------- | ------- |
| 東姫宮一丁目 | 451世帯 | 1,011人 |
| 東姫宮二丁目 | 391世帯 | 871人   |
| 計           | 842世帯 | 1,882人 |

## 小・中学校の学区
町立小・中学校に通う場合、学区は以下の通りとなる。
| 丁目         | 番地 | 小学校             | 中学校             |
| ------------ | ---- | ------------------ | ------------------ |
| 東姫宮一丁目 | 全域 | 宮代町立百間小学校 | 宮代町立前原中学校 |
| 東姫宮二丁目 | 全域 | 宮代町立百間小学校 | 宮代町立前原中学校 |

## 交通

### 鉄道
東武鉄道伊勢崎線（東武スカイツリーライン）が地区の境界付近を走っている。姫宮駅が隣接する川端にあり、最寄り駅となっている。駅舎の西口が東姫宮の区域に掛かる。

### 道路
地内に国道および主要地方道・一般県道は通っていない。

## 施設
- 姫宮北団地
  - 姫宮北団地集会所
- 姫宮北公園
- 姫宮北第1遊水池
- 宮代姫宮南団地
- 姫宮南遊水池公園